# Yoy
Yoy (Tai Yo), pleme iz skupine sjevernih Taja naseljeno na obje obale Mekonga u selima sjeveroistočnog Tajlanda u provinciji Sakhon Nakhon, najviše po distriktima Akat Amnuai, Phang Khon i Sawang Daen Din. U susjednim predjelima Laosa, živi ih oko 1,000 u provinciji Khammouan gdje su poznati kao Tai Yo. Oko 800 u Vijetnamu. Po vjeri su budisti.

## Vanjske poveznice
- Yoy of Laos
- Yoy